# Sipos Ferenc (apostoli kormányzó)
Sipos Ferenc (Mezőterem, 1916. október 8. – Szatmárnémeti, 1995. július 6.) plébános, általános helynök, apostoli kormányzó a Szatmári római katolikus egyházmegye élén.

## Pályafutása
Egyszerű földműves családból származott. Középiskolai tanulmányai elvégzése után a Gyulafehérvári Hittudományi Főiskolán (korábban: Gyulafehérvári Szeminárium) tanult tovább, majd a szatmári egyházmegyébe tért vissza plébánosi szolgálatra.
Czumbel Lajos ordináriust (Scheffler János püspök helyettesét) betegeskedése és idős kora általános helynök kinevezésére késztette. 1965-ben Sipos Ferenc plébános személye mellett döntött, aki haláláig helyettesítette. Ezután Sipos az egyházmegye ordináriusa lett, majd a Szentszék őt nevezte ki a szatmár–nagyváradi egyesített egyházmegye apostoli kormányzójává. Ezt a tisztséget 1990. május 1-jéig töltötte be, amikor II. János Pál pápa saját püspököt nevezett ki az újra önállósított Szatmári római katolikus egyházmegye élére Reizer Pál megyés püspök személyében. (A nagyváradi római katolikus egyházmegye vezetését már április 26-án elvesztette, miután Tempfli József püspököt felszentelték az újra önállósított egyházmegye vezetőjévé.)
Kormányzósága a „túlélés” jegyében telt el. Az építkezés helyett a „veszteségek minimalizálása” volt a célja abban a korban, amikor a Ceaușescu-rezsim mindent megtett az egyházak (és különösen a magyar, zsidó és román görögkatolikus egyházak) ellehetetlenítéséért, tönkretételéért.
Szatmárnémetiben, a papok parcelllájában nyugszik.

## Művei
- Mezőteremről jöttem; Szent-Györgyi Albert Társaság, Szatmárnémeti, 1998 (Otthonom Szatmár megye)

## Külső hivatkozások
- Püspöki arcképcsarnok a Szatmári Római Katolikus Egyházmegye honlapján

1. 1 2  http://lexikon.katolikus.hu/S/Sípos.html